# Baal Hammon
Baal Hammon o Baal Ammon era el principal déu fenici adorat en la colònia de Cartago, generalment identificat pels grecs com Crono i pels romans com Saturn.(Phoenician: Plantilla:Script/Phoenician baʿal ḥamūn; Punic: bʻl ḥmn), La seva parella de culte era Tanit.
Era un déu atmosfèric considerat responsable de la fertilitat de la vegetació. Tradicionalment es representava com un home barbut amb banyes de carner.

## Etimologia
Baal significa "senyor", no obstant això, el significat de hammon és incert, sent possible el seu origen en Amón "L'ocult", símbol del poder creador i "Pare de tots els vents" en la mitologia egípcia.

## Culte
En el seu nom es feien sacrificis humans, "molk", com a ofrena religiosa. Durant algun temps hi ha hagut controvèrsia referent a això: les restes humanes trobades al tofet de Cartago s'havien atribuït a restes procedents de nens morts per causes naturals o productes d'avortaments humans; no obstant això, l'abundància de restes, l'edat de la mort dels nens, així com la presència de restes animals que se suposa eren sacrificats en substitució d'alguns nens, probablement fills de famílies poderoses, pràcticament descarta la primera idea.